# Лужки (Кальміуський район)
Лужки́ — село в Україні, у Кальміуській міській громаді Кальміуського району Донецької області. Населення становить 77 осіб.

## Загальні відомості
Відстань до райцентру становить близько 30 км і проходить автошляхом місцевого значення.
Землі села межують із Матвієво-Курганським районом Ростовської області Російської Федерації.
Із 2014 р. внесено до переліку населених пунктів на Сході України, на яких тимчасово не діє українська влада.

## Населення
За даними перепису 2001 року населення села становило 77 осіб, із них 79,22 % зазначили рідною мову українську та 20,78 % — російську.